# The Shaggy Dog
The Shaggy Dog (estrenada para su distribución en español con los títulos Un papá con pocas pulgas y Cariño, estoy hecho un perro) es una película de 2006 remake de una película del mismo título estrenada en 1959. Está protagonizada por Tim Allen.

## Sinopsis
La historia comienza en China. El perro sagrado Khyi Yang Po (un collie barbudo de 300 años de edad) es secuestrado por el Dr. Kozak (Robert Downey Jr.) para realizar un suero que garantiza extender la vida humana 700 años. Kozak trabaja para el moribundo Lance Strictland (Philip Baker Hall), quien necesita el suero para poder caminar y permanecer con vida. Kozak le muestra a Strictland los animales mutados, entre ellos una vieja serpiente que rejuveneció gracias al suero. Strictland se enfada al descubrir que la serpiente tiene una cola. Kozak descubre que si el suero entra en los vasos sanguíneos, se pueden provocar terribles mutaciones.
El abogado defensor de Kozak, Dave Douglas (Tim Allen), asume su último caso legal, debido a que el activista defensor de los animales Justin Forester (Joshua Leonard) es acusado de incendiar el laboratorio de Kozak y Strictland. Dave defiende a Kozak, lo que causa que se dañe su relación con su hija Carly (Zena Grey), quien era una activista que apoyaba a Forester. Dave también tiene una mala relación con su esposa, Rebecca (Kristin Davis), y con su hijo Josh (Spencer Breslin), debido a su comportamiento frío, falta de atención y su adicción al trabajo.
Mientras, los asistentes de Kozak planean extraerle una muestra de sangre al perro. Khyi Yang Po se las arregla para huir del lugar amenazándolos con una jeringa infectada. Khyi Yang Po huye del lugar y es descubierto por Carly y su amigo Trey, quienes lo apodan 'Shaggy'. Luego lo llevan a la casa, donde Dave se niega a tenerlo porque no le gustan los perros. Al querer echarlo de la casa, Dave es mordido por el perro y la Mordida infecta y muta el ADN de Dave. Dave envía a Khyi Yang Po a la perrera.
Al día siguiente, en la corte, Dave comienza mostrar conductas de perro: le gruñe a la jueza y a Kozak y le pasa los documentos con la boca. Luego, Dave interroga a Forester, que queda como un loco al decir que un mono se creía perro, y que vio una serpiente con cola. El jurado se burla y Dave le pregunta qué perro vio. Forester dice que era un collie barbudo y deja a Dave pensando. Dave va a la perrera a ver a Khyi Yang Po. Al entrar, Dave se desmaya y se convierte en una réplica del perro, con lo cual el perrero lo confunde con Shaggy y trata de capturarlo. Dave trata de convencerse de que todo es un sueño, pero luego se da cuenta de que se ha convertido en un perro. Los asistentes de Kozak logran recuperar a Shaggy de la perrera.
Al volver a la casa, Josh y Carly no lo reconocen, lo que le da a Dave la oportunidad de acercarse a sus hijos y a su esposa. Sin embargo, ellos creen que su padre ha huido por las noches y los días (tiempo en el que Dave ha estado transformado en perro) y se decepcionan. Dave vuelve a su forma humana y cuando trata de explicárselo a Rebecca, ella lo echa del cuarto.
Dave va al laboratorio de Kozak y se convierte en perro de nuevo al entrar en el lugar. Dave ve cómo Kozak traiciona a Strictland y lo envenena para paralizarlo, inyectándole un suero falso. Dave huye y logra escribir con un juego, delante de sus hijos, "SOY SU PADRE". Ellos lo descubren y Dave sale afuera, pero es capturado por Kozak, quien dice que le gustaría saber qué le sucedió. En el proceso, Dave muerde a Kozak y le transmite el suero. Kozak sale directo al juicio.
Dave se las arregla para volver a su forma humana y él  y los animales huyen del lugar en el coche de Dave. Este llama a su esposa, quien se encuentra con los niños que han confundido a Khyi Yang Po con él y tratan de decirle la verdad a su madre. Dave le dice a Rebecca que lleve un traje a la corte y que lo esperen. Dave llega como perro y vuelve a su forma humana al frente de su familia y pidiéndoles perdón por lo sucedido . 
En el juicio, Kozak está a punto de ser exonerado y Forester está a punto de ser acusado. Sin embargo, Dave inrrumpe en el lugar e interroga a Kozak, presionándolo para que confiese lo del suero y haciéndolo enfadar diciéndole que estuvo siempre a la sombra de Strictland. Finalmente, Dave le lanza a Kozak una porra de un oficial, gritando "Atrápala, Kozak". Kozak, debido al suero, toma la porra con la boca. Kozak trata de decir que es el estrés por el trabajo lo que lo impulsó, pero todos los del jurado comienzan a reírse. Kozak se da vuelta y descubre que le está saliendo una cola de bobtail. Finalmente Kozak es llevado a la cárcel mientras se convierte en perro, y los Douglas y Khyi Yang Po viajan a Hawaii juntos.

## Reparto
- Tim Allen es Dave Douglas.
- Robert Downey Jr. es Dr. Kozak
- Kristin Davis es Rebecca Douglas.
- Danny Glover es Ken Hollister.
- Zena Grey es Carly Douglas.
- Spencer Breslin es Josh Douglas.
- Bess Wohl es Gwen Lichtman.
- Jarrad Paul es Larry.
- Jane Curtin es Judge Claire Whittaker.
- Shawn Pyfrom es Trey.
- Rhea Seehorn es Lori.

## Doblaje Hispanoamericano
- José Luis Orozco: Dave Douglas
- Karla Falcón: Carly Douglas
- Iván Filio: Josh Douglas
- Ishtar Sáenz: Rebecca Douglas
- Héctor Emmanuel Gómez: Trey
- Leyla Rangel: Janie (amiga de Carly)
- Ricardo Tejedo: Dr. Marcus Kozak
- Enrique Cervantes: Oficial en corte
- Liza Willert: Jueza Claire Whittaker

- Datos: Q137109
- Multimedia: The Shaggy Dog (2006 film) / Q137109